# Neodischistus collaris
Neodischistus collaris är en tvåvingeart som beskrevs av Joseph Hannum Painter 1933. Neodischistus collaris ingår i släktet Neodischistus och familjen svävflugor. Inga underarter finns listade i Catalogue of Life.